# Alexander Garfin
Alexander Garfin (nacido el 23 de septiembre de 2003) es un actor estadounidense, conocido por su papel principal en la serie Superman & Lois de The CW, en la que interpreta a Jordan Kent.

## Filmografía

### Cine
| Año  | Título            | Papel         | Notas         |
| ---- | ----------------- | ------------- | ------------- |
| 2010 | Salt              | Joven chenkov | Sin acreditar |
| 2015 | The Peanuts Movie | Linus         | Voz, película |

### Televisión
| Año           | Título                                   | Papel                         | Notas                  |
| ------------- | ---------------------------------------- | ----------------------------- | ---------------------- |
| 2009-2011     | Law & Order                              | Luke Thomas / Anthony Maxwell | 2 episodios            |
| 2012          | The Next Big Thing: NY                   | Él mismo                      | Especial de televisión |
| 2016-2017     | Whisker Haven Tales with the Palace Pets | Stripes                       | 3 episodios            |
| 2020          | New Amsterdam                            | Elio                          | Episodio: «Liftoff»    |
| 2021-presente | Superman & Lois                          | Jordan Kent                   | Papel principal        |
| 2021          | Superman and Lois: Legacy of Hope        | Él mismo                      | Especial de televisión |